# سنت‌گرایی مذهبی در ایران
سنت‌گرایی مذهبی در ایران به سه گونه برداشت از اسلام بر می‌گردد. این سه برداشت شاملِ سنت گرایی (انسان‌گرایی سنتی یا اومانیسم سنتی)، مُدرنیسم یا نوگرایی دینی و گونه‌های مختلفِ احیاگریِ دینی که معمولاً از آن به عنوانِ بنیادگرایی دینی نام برده می‌شود.

## مشاهیر سنتی قرن بیستم
- حسن حسن‌زاده آملی
- محمدتقی جعفری
- سید محمدحسین طباطبایی
- سید حسین نصر
- لطف الله صافی گلپایگانی
- حسین الهی قمشه‌ای
- سید جعفر شهیدی
- یوسف صانعی
- مهدی حائری یزدی
- جعفر سبحانی